# 北海道道573号樱野野田生停车场线
北海道道573号樱野野田生停车场线（日语：北海道道573号桜野野田生停車場線）是一条位于北海道二海郡八雲町的普通道级道路（北海道道）。

## 道路概况
- 起点：北海道二海郡八雲町樱野
- 終点：北海道二海郡八雲町野田生（JR北海道野田生站）
- 总距离：20.7千米

## 经过的自治体
- 渡岛综合振兴局
  - 二海郡八雲町

## 主要连接道路
- 国道5号（八雲町野田生 - 八雲町野田生）：重複

## 历史
- 1967年（昭和42年）3月31日 - 路線勘定（北海道告示第525号）